# Oscar za nejlepší masky

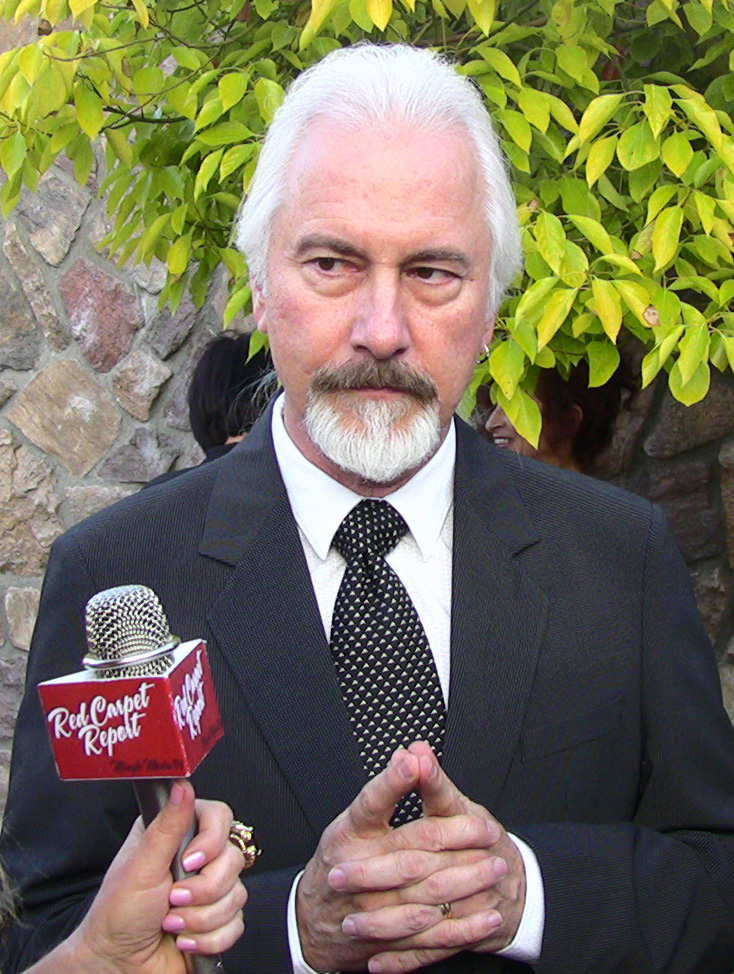
Držitel sedmi Oscarů, Rick Baker

Oscar za nejlepší masky (angl. Academy Award for Achievement in Make-up) je jednou z cen, kterou každoročně uděluje americká Akademie filmového umění a věd za nejlepší filmové počiny roku. 

## Historie
Poprvé byla cena v této kategorii udělena v roku 1982 na 54. udílení Oscarů. Akademie však výkon za masky ocenila zvláštním oceněním už dříve a to v roce 1965. Laureátem byl William Tuttle za počin ve filmu 7 Faces of Dr. Lao. O čtyři roky později zvláštního Oscara získal John Chambers za masky k filmu Planeta opic (Planet of the Apes).
Kategorie vznikla poté, co se k Akademii dostaly stížnosti ohledně toho, že nebyly oceněny masky ve filmu Sloní muž.

## Rekordy a kuriozity
Rekordmanem v počtu cen (sedm) a nominací (jedenáct) je Rick Baker. Získal jak prvního Oscara v této kategorii, tak prozatím (k roku 2011) taky posledního. Hned za ním je maskér Greg Cannom, který má z devíti nominací tři ceny, a maskérka Ve Neill. Ta získala Oscara taktéž třikrát a to z osmi nominací. 

## Vítězové
Vítěz je uveden na prvním místě tučným písmem, pod ním jsou další nominovaní.

### Osmdesátá léta
| Rok  | Umělec                                     | Za masky ve snímku                                                            |
| ---- | ------------------------------------------ | ----------------------------------------------------------------------------- |
| 1981 | Rick Baker                                 | Americký vlkodlak v Londýně (An American Werewolf in London)                  |
|      | Stan Winston                               | Heartbeeps (Heartbeeps)                                                       |
| 1982 | Sarah Monzani, Michèle Burke               | Boj o oheň (Quest for Fire)                                                   |
|      | Tom Smith                                  | Gándhí (Gandhi)                                                               |
| 1983 | Cena neudělena.                            |                                                                               |
| 1984 | Paul LeBlanc, Dick Smith                   | Amadeus (Amadeus)                                                             |
|      | Rick Baker, Paul Engelen                   | Příběh Tarzana, pána opic (Greystoke: The Legend of Tarzan, Lord of the Apes) |
|      | Michael Westmore                           | 2010: Druhá vesmírná odysea (2010)                                            |
| 1985 | Michael Westmore, Zoltan Elek              | Maska (Mask)                                                                  |
|      | Ken Chase                                  | Purpurová barva (The Color Purple)                                            |
|      | Carl Fullerton                             | Remo (Remo Williams: The Adventure Begins)                                    |
| 1986 | Chris Walas, Stephan Dupuis                | Moucha (The Fly)                                                              |
|      | Michael G. Westmore, Michèle Burke         | Ayla z kmene medvědů (The Clan of the Cave Bear)                              |
|      | Rob Bottin, Peter Robb-King                | Legenda (Legend)                                                              |
| 1987 | Rick Baker                                 | Harry a Hendersonovi (Harry and the Hendersons)                               |
|      | Bob Laden                                  | Šťastný Nový rok (Happy New Year)                                             |
| 1988 | Ve Neill, Steve La Porte, Robert Short     | Beetlejuice (Beetlejuice)                                                     |
|      | Rick Baker                                 | Cesta do Ameriky (Coming to America)                                          |
|      | Tom Burman, Bari Dreiband-Burman           | Strašidelné Vánoce (Scrooged)                                                 |
| 1989 | Manlio Rocchetti, Lynn Barber, Kevin Haney | Řidič slečny Daisy (Driving Miss Daisy)                                       |
|      | Maggie Weston, Fabrizio Sforza             | Dobrodružství Barona Prášila (The Adventures of Baron Munchausen)             |
|      | Dick Smith, Ken Diaz, Greg Nelson          | Táta (Dad)                                                                    |

### Devadesátá léta
| Rok  | Umělec                                                   | Za masky ve snímku                                                           |
| ---- | -------------------------------------------------------- | ---------------------------------------------------------------------------- |
| 1990 | John Caglione, Jr., Doug Drexler                         | Dick Tracy (Dick Tracy)                                                      |
|      | Michèle Burke, Jean-Pierre Eychenne                      | Cyrano z Bergeracu (Cyrano de Bergerac)                                      |
|      | Ve Neill, Stan Winston                                   | Střihoruký Edward (Edward Scissorhands)                                      |
| 1991 | Stan Winston, Jeff Dawn                                  | Terminátor 2: Den zúčtování (Terminator 2: Judgment Day)                     |
|      | Christina Smith, Monty Westmore, Greg Cannom             | Hook (Hook)                                                                  |
|      | Michael Mills, Edward French, Richard Snell              | Star Trek VI: Neobjevená země (Star Trek VI The Undiscovered Country)        |
| 1992 | Greg Cannom, Michèle Burke, Matthew W. Mungle            | Drákula (Bram Stoker's Dracula)                                              |
|      | Ve Neill, Ronnie Specter, Stan Winston                   | Batman se vrací (Batman Returns)                                             |
|      | Ve Neill, Greg Cannom, John Blake                        | Hoffa (Hoffa)                                                                |
| 1993 | Greg Cannom, Ve Neill, Yolanda Toussieng                 | Mrs. Doubtfire - táta v sukni (Mrs. Doubtfire)                               |
|      | Carl Fullerton, Alan D'Angerio                           | Philadelphia (Philadelphia)                                                  |
|      | Christina Smith, Matthew Mungle, Judy Alexander Cory     | Schindlerův seznam (Schindler's List)                                        |
| 1994 | Rick Baker, Ve Neill, Yolanda Toussieng                  | Ed Wood (Ed Wood)                                                            |
|      | Daniel C. Striepeke, Hallie D'Amore, Judy Alexander Cory | Forrest Gump (Forrest Gump)                                                  |
|      | Daniel Parker, Paul Engelen, Carol Hemming               | Frankenstein (Mary Shelley's Frankenstein)                                   |
| 1995 | Peter Frampton, Paul Pattison, Lois Burwell              | Statečné srdce (Braveheart)                                                  |
|      | Ken Diaz, Mark Sanchez                                   | Moje rodina (My Family, Mi Familia)                                          |
|      | Greg Cannom, Bob Laden, Colleen Callaghan                | Nikdo není sám (Roommates)                                                   |
| 1996 | Rick Baker, David LeRoy Anderson                         | Zamilovaný profesor (The Nutty Professor)                                    |
|      | Matthew W. Mungle, Deborah La Mia Denaver                | Duch minulosti (Ghosts of Mississippi)                                       |
|      | Michael Westmore, Scott Wheeler, Jake Garber             | Star Trek: První kontakt (Star Trek VIII: First Contact)                     |
| 1997 | Rick Baker, David LeRoy Anderson                         | Muži v černém (Men in Black)                                                 |
|      | Lisa Westcott, Veronica Brebner, Beverley Binda          | Paní Brownová (Mrs. Brown)                                                   |
|      | Tina Earnshaw, Greg Cannom, Simon Thompson               | Titanic (Titanic)                                                            |
| 1998 | Jenny Shircore                                           | Královna Alžběta (Elizabeth)                                                 |
|      | Lois Burwell, Conor O'Sullivan, Daniel C. Striepeke      | Zachraňte vojína Ryana (Saving Private Ryan)                                 |
|      | Lisa Westcott, Veronica Brebner                          | Zamilovaný Shakespeare (Shakespeare in Love)                                 |
| 1999 | Christine Blundell, Trefor Proud                         | Páté přes deváté (Topsy-Turvy)                                               |
|      | Michèle Burke, Mike Smithson                             | Austin Powers: Špion, který mě vojel (Austin Powers: The Spy Who Shagged Me) |
|      | Greg Cannom                                              | Andrew – člen naší rodiny (Bicentennial Man)                                 |
|      | Rick Baker                                               | Doživotí (Life)                                                              |

### První desetiletí 21. století
| Rok  | Umělec                                 | Za masky ve snímku                                                                                         |
| ---- | -------------------------------------- | --- |
| 2000 | Rick Baker, Gail Ryan                  | Grinch (Dr. Seuss' How the Grinch Stole Christmas)                                                         |
|      | Michèle Burke, Edouard Henriques       | Cela (The Cell)                                                                                            |
|      | Ann Buchanan, Amber Sibley             | Ve stínu upíra (Shadow of the Vampire)                                                                     |
| 2001 | Peter Owen, Richard Taylor             | Pán prstenů: Společenstvo Prstenu (The Lord of the Rings: The Fellowship of the Ring)                      |
|      | Greg Cannom, Colleen Callaghan         | Čistá duše (A Beautiful Mind)                                                                              |
|      | Maurizio Silvi, Aldo Signoretti        | Moulin Rouge! (Moulin Rouge)                                                                               |
| 2002 | John Jackson, Beatrice De Alba         | Frida (Frida)                                                                                              |
|      | John M. Elliott, Jr., Barbara Lorenz   | Stroj času (The Time Machine)                                                                              |
| 2003 | Richard Taylor, Peter King             | Pán prstenů: Návrat krále (The Lord of the Rings: The Return of the King)                                  |
|      | Yolanda Toussieng, Edouard Henriques   | Master & Commander: Odvrácená strana světa (Master and Commander: The Far Side of the World)               |
|      | Ve Neill, Martin Samuel                | Piráti z Karibiku: Prokletí Černé perly (Pirates of the Caribbean: The Curse of the Black Pearl)           |
| 2004 | Valli O'Reilly, Bill Corso             | Řada nešťastných příhod (Lemony Snicket's A Series of Unfortunate Events)                                  |
|      | Keith Vanderlaan, Christien Tinsley    | Umučení Krista (The Passion of the Christ)                                                                 |
|      | Jo Allen, Manuel García                | Hlas moře (The Sea Inside)                                                                                 |
| 2005 | Howard Berger, Tami Lane               | Letopisy Narnie: Lev, čarodějnice a skříň (The Chronicles of Narnia: The Lion, the Witch and the Wardrobe) |
|      | David Leroy Anderson, Lance Anderson   | Těžká váha (Cinderella Man)                                                                                |
|      | Dave Elsey, Nikki Gooley               | Star Wars: Epizoda III – Pomsta Sithů (Star Wars: Episode III Revenge of the Sith)                         |
| 2006 | David Martí, Montse Ribé               | Faunův labyrint (Pan's Labyrinth)                                                                          |
|      | Aldo Signoretti, Vittorio Sodano       | Apocalypto (Apocalypto)                                                                                    |
|      | Kazuhiro Tsuji, Bill Corso             | Klik – život na dálkové ovládání (Click)                                                                   |
| 2007 | Didier Lavergne, Jan Archibald         | Edith Piaf (La Vie en Rose)                                                                                |
|      | Rick Baker, Kazuhiro Tsuji             | Norbit (Norbit)                                                                                            |
|      | Ve Neill, Martin Samuel                | Piráti z Karibiku: Na konci světa (Pirates of the Caribbean: At World's End)                               |
| 2008 | Greg Cannom                            | Podivuhodný případ Benjamina Buttona (The Curious Case of Benjamin Button)                                 |
|      | John Caglione, Jr., Conor O'Sullivan   | Temný rytíř (The Dark Knight)                                                                              |
|      | Mike Elizalde, Thom Floutz             | Hellboy 2: Zlatá armáda (Hellboy II: The Golden Army)                                                      |
| 2009 | Barney Burman, Mindy Hall, Joel Harlow | Star Trek (Star Trek)                                                                                      |
|      | Aldo Signoretti, Vittorio Sodano       | Božský (Il Divo)                                                                                           |
|      | Jon Henry Gordon, Jenny Shircore       | Královna Viktorie (The Young Victoria)                                                                     |

### Druhé desetiletí 21. století
| Rok  | Umělec                                                        | Za masky ve snímku                                                                                   |
| ---- | ------------------------------------------------------------- | --- |
| 2010 | Rick Baker, Dave Elsey                                        | Vlkodlak (The Wolfman)                                                                               |
|      | Adrien Morot                                                  | Barneyho ženy (Barney's Version)                                                                     |
|      | Edouard Henriques, Gregory Funk, Yolanda Toussieng            | Útěk ze Sibiře (The Way Back)                                                                        |
| 2011 | Mark Coulier, J. Roy Helland                                  | Železná lady (The Iron Lady)                                                                         |
|      | Martial Corneville, Lynn Johnson, Matthew W. Mungle           | Albert Nobbs (Albert Nobbs)                                                                          |
|      | Nick Dudman, Amanda Knight, Lisa Tomblin                      | Harry Potter a Relikvie smrti – část 2 (Harry Potter and the Deathly Hallows – Part 2)               |
| 2012 | Lisa Westcott, Julie Dartnell                                 | Bídníci (Les Misérables)                                                                             |
|      | Howard Berger, Peter Montagna, Martin Samuel                  | Hitchcock (Hitchcock)                                                                                |
|      | Peter Swords King, Rick Findlater, Tami Lane                  | Hobit: Neočekávaná cesta (The Hobbit: An Unexpected Journey)                                         |
| 2013 | Adruitha Lee, Robin Mathews                                   | Klub poslední naděje (Dallas Buyers Club)                                                            |
|      | Stephen Prouty                                                | Jackass Presents: Bad Grandpa (Jackass Presents: Bad Grandpa)                                        |
|      | Joel Harlow, Gloria Pasqua-Casny                              | Osamělý jezdec (The Lone Ranger)                                                                     |
| 2014 | Frances Hannon a Mark Coulier                                 | Grandhotel Budapešť (The Grand Budapest Hotel)                                                       |
|      | Bill Corso a Dennis Liddiard                                  | Hon na lišku (Foxcatcher)                                                                            |
|      | Elizabeth Yianni-Georgiou a David White                       | Strážci galaxie (Guardians of the Galaxy)                                                            |
| 2015 | Damian Martin, Lesley Vanderwalt a Elka Wardega               | Šílený Max: Zběsilá cesta (Mad Max: Fury Road)                                                       |
|      | Love Larson a Eva von Bahr                                    | Stoletý stařík, který vylezl z okna a zmizel (Hundraåringen som klev ut genom fönstret och försvann) |
|      | Siân Grigg, Duncan Jarman a Robert Pandini                    | Revenant Zmrtvýchvstání (The Revenant)                                                               |
| 2016 | Alessandro Bertolazzi, Giorgio Gregorini a Christopher Nelson | Sebevražedný oddíl (Suicide Squad)                                                                   |
|      | Love Larson a Eva von Bahr                                    | Muž jménem Ove (En man som heter Ove)                                                                |
|      | Joel Harlow a Richard Alonzo                                  | Star Trek: Do neznáma (Star Trek Beyond)                                                             |
| 2017 | Kazuhiro Tsuji, David Malinowski a Lucy Sibbick               | Nejtemnější hodina (Darkest Hour)                                                                    |
|      | Daniel Phillips a Lou Sheppard                                | Viktorie a Abdul (Victoria & Abdul)                                                                  |
|      | Arjen Tuiten                                                  | Wonder (Wonder)                                                                                      |
| 2018 | Greg Cannom, Kate Biscoe a Patricia Dehaney                   | Vice (Vice)                                                                                          |
|      | Göran Lundström a Pamela Goldammer                            | Tina a Vore (Gräns)                                                                                  |
|      | Jenny Shircore, Marc Pilcher a Jessica Brooks                 | Marie, královna skotská (Mary Queen of Scots)                                                        |
| 2019 | Kazu Hiro, Anne Morgan a Vivian Baker                         | Bombshell (Bombshell)                                                                                |
|      | Nicki Ledermann a Kay Georgiou                                | Joker (Joker)                                                                                        |
|      | Jeremy Woodhead                                               | Judy (Judy)                                                                                          |
|      | Paul Gooch, Arjen Tuiten a David White                        | Zloba: Královna všeho zlého (Maleficent: Mistress of Evil)                                           |
|      | Naomi Donne, Tristan Versluis a Rebecca Cole                  | 1917 (1917)                                                                                          |

### Třetí desetiletí 21. století
| Rok  | Umělec                                                               | Za masky ve snímku                                                 |
| ---- | -------------------------------------------------------------------- | ------------------------------------------------------------------ |
| 2020 | Matiki Anoff, Mia Neal a Larry M. Cherry                             | Ma Rainey – matka blues (Ma Rainey's Black Bottom)                 |
|      | Marese Langan, Laura Allen a Claudia Stolze                          | Emma. (Emma.)                                                      |
|      | Eryn Krueger Mekash, Patricia Dehaney a Matthew Mungle               | Americká elegie (Hillbilly Elegy)                                  |
|      | Kimberley Spiteri a Gigi Williams                                    | Mank (Mank)                                                        |
|      | Dalia Colli, Anna Kieber, Sebastian Lochmann a Stephen Murphy        | Pinocchio (Pinocchio)                                              |
| 2021 | Linda Dowds, Stephanie Ingram a Justin Raleigh                       | Očima Tammy Faye (The Eyes of Tammy Faye)                          |
|      | Mike Marino, Stacey Morris a Carla Farmer                            | Cesta do Ameriky 2 (Coming 2 America)                              |
|      | Nadia Stacey, Naomi Donne a Julia Vernon                             | Cruella (Cruella)                                                  |
|      | Donald Mowat, Love Larson a Eva von Bahr                             | Duna (Dune)                                                        |
|      | Göran Lundström, Anna Carin Lock a Frederic Aspiras                  | Klan Gucci (House of Gucci)                                        |
| 2022 | Adrien Morot, Judy Chin a Anne Marie Bradley                         | Velryba (The Whale)                                                |
|      | Heike Merker a Linda Eisenhamerová                                   | Na západní frontě klid (All Quiet on the Western Front)            |
|      | Naomi Donne, Mike Marino a Mike Fontaine                             | Batman (The Batman)                                                |
|      | Camille Friend a Joel Harlow                                         | Black Panther: Wakanda nechť žije (Black Panther: Wakanda Forever) |
|      | Mark Coulier, Jason Baird a Aldo Signoretti                          | Elvis (Elvis)                                                      |
| 2023 | Nadia Stacey, Mark Coulier a Josh Weston                             | Chudáčci (Poor Things)                                             |
|      | Karen Hartley Thomas, Suzi Battersby a Ashra Kelly-Blue              | Golda – Železná lady Izraele (Golda)                               |
|      | Kazu Hiro, Kay Georgiou a Lori McCoy-Bell                            | Maestro (Maestro)                                                  |
|      | Luisa Abel                                                           | Oppenheimer (Oppenheimer)                                          |
|      | Ana López-Puigcerver, David Martí a Montse Ribé                      | Sněžné bratrstvo (Society of the Snow)                             |
| 2024 | Pierre-Olivier Persin, Stéphanie Guillon, a Marilyne Scarselli       | Substance (The Substance)                                          |
|      | Mike Marino, David Presto, a Crystal Jurado                          | Jiný člověk (A Different Man)                                      |
|      | Julia Floch Carbonel, Emmanuel Janvier, a Jean-Christophe Spadaccini | Emilia Pérez (Emilia Pérez)                                        |
|      | David White, Traci Loader, a Suzanne Stokes-Munton                   | Nosferatu (Nosferatu)                                              |
|      | Frances Hannon, Laura Blount, a Sarah Nuth                           | Čarodějka (Wicked)                                                 |